# Rhacholaemus fisheri
Rhacholaemus fisheri là một loài ruồi trong họ Asilidae. Rhacholaemus fisheri được Londt miêu tả năm 1999. Loài này phân bố ở vùng nhiệt đới châu Phi.